# David Sánchez Benito
David Sánchez Benito (Salamanca, Castilla y León, España, 14 de junio de 1988) es un árbitro de baloncesto español de la liga ACB. Pertenece al Comité de Árbitros de Castilla y León.

## Trayectoria
David Sánchez se inició en el arbitraje en la temporada 2004/2005, compaginando durante sus dos primeras temporadas el arbitraje con la faceta de jugador en el CB. Tormes. En la temporada 2008/2009 asciende a 1ª Masculina, y dos temporadas después (2010/2011) asciende al grupo 2 FEB. Tras tres temporadas en dicho Grupo, en la 2013/2014 asciende al grupo 1 FEB, categoría en la que ha permanecido hasta 2019.
Ha arbitrado varias finales de diferentes torneos, como la del Campeonato de España de Selecciones Autonómicas de Minibasket (2010) o final Copa LEB Plata (2014), la más destacable llega en 2018, cuando fue designado para la Final de la Copa de la Reina disputada en Zaragoza, entre Spar Citylift Girona y Perfumerías Avenida (62–76).
Con 31 años, en 2019 fue ascendido a la Liga ACB. Junto al salmantino también ascendieron Yasmina Alcaraz Moreno (Comité Catalán), Joaquín García González (Comité Andaluz), Cristóbal Sánchez Cutillas (Comité Murciano), Vicente Martínez Silla (Comité Valenciano) y Roberto Lucas Martínez (Comité Aragonés).

## Temporadas
| Categoría         | País            | Año               |
| ----------------- | --------------- | ----------------- |
| Categorías bases  | Castilla y León | 2004 - 2008       |
| Primera masculina | Castilla y León | 2008 - 2010       |
| Grupo 2 (FEB)     | España          | 2010 - 2013       |
| Grupo 1 (FEB)     | España          | 2013 - 2019       |
| Liga ACB          | España          | 2019 - Actualidad |